# George Lepping
Sir George Lepping, né le 22 novembre 1947 aux Îles Shortland et mort le 24 décembre 2014 à Honiara, est un homme d'État, deuxième gouverneur général des Îles Salomon entre le 7 juillet 1988 et le 7 juillet 1994.

## Biographie
En mars 2010, Sir George est nommé président du comité organisateur du Festival Pacific Arts en 2012. 
Jusqu'à sa mort, il est président du Conseil consultatif sur les personnalités éminentes (EPAC) de l'unité de réforme de la constitution du gouvernement des Îles Salomon.
Il meurt chez lui à Honiara. Étant catholique, des obsèques ont lieu en son honneur à la cathédrale Sainte-Croix de Honiara. Il repose dans son île natale, située dans les îles Shortland.